# Георг Віктор (князь Вальдек-Пірмонту)
Георг Віктор (нім. Georg Viktor), (14 січня 1831 — 12 травня 1893) — князь Вальдек-Пірмонту у 1845—1893 роках, син попереднього князя Вальдек-Пірмонту Георга II та принцеси Ангальт-Бернбург-Шаумбург-Гоймської Емми. У 1845—1852 роках правив під регентством матері. Батько королеви-консорта Нідерландів Емми.
Учасник Австро-прусської війни. Генерал від інфантерії прусської армії.

## Біографія
Народився 14 січня 1831 року в Арользені. Був четвертою дитиною та другим сином в родині князя Вальдек-Пірмонту Георга II та його дружини Емми Ангальт-Бернбург-Шаумбург-Гоймської. Мав старших сестер Августу й Ерміну. Старший брат помер в ранньому віці до його народження. Згодом сімейство поповнилося молодшим сином Вольрадом.
Став князем у віці 14 років після смерті батька. До 1852 року правив під регентством матері. Відмовився визнавати конституцію, прийняту під час німецької революції, і перебрав на себе правління лише після внесення до неї конституційної поправки 17 серпня.
У віці 22 років одружився із принцесою Нассауською, Оленою, яка була його одноліткою. Весілля відбулося 26 вересня 1853 у замку Бібріх у Вісбадені. У подружжя народилося семеро дітей. Мешкали в Арользенському замку у столиці князівства. Літньою резиденцією слугував замок Пірмонт, який був частиною Пірмонтської фортеці.
Під час Австро-прусської війни Георг Віктор швидко та рішуче став на бік Пруссії. Мав чин генерала від інфантерії прусської армії.
У 1867 році вступив до Північнонімецького союзу. Оскільки через свою бідність країна не могла взяти на себе нові тягарі, пов'язані із приєднанням до союзу, то, за договором від 18 липня 1867, управління Вальдек-Пірмонтом було передано Пруссії на 10 років. Договір був подовжений двічі: у 1877 та 1887 роках. Пропозицію повної анексії Бісмарк відхилив. За князем залишалося право на помилування, влада над церквою та прийняття законодавства. В цілому, це було надзвичайно вигідне рішення для все ще незалежної і «суверенної» країни. Доходи були збільшені за рахунок прусської допомоги, витрати — значно скорочені. Пруссії це коштувало близько півмільйона марок на рік.
Відповідно військової угоди від 6 серпня 1867 року контингент Вальдек-Пірмонту був включений до прусської армії. Георг Віктор також був почесним шефом 3-го гессенського піхотного полку № 83.

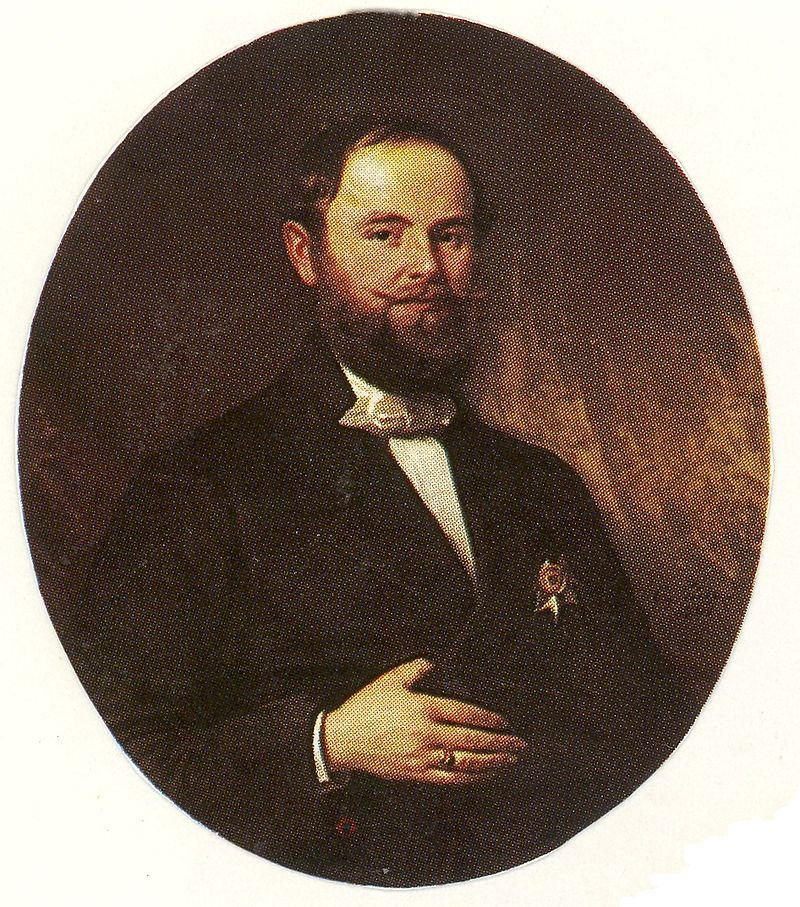
Портрет Георга Віктора

У 1871 році князівство увійшло до складу Німецької імперії.
Аби компенсувати втрату політичного впливу і мати якесь значення на династичній сцені Європи, метою князя та його дружини стало, в основному, влаштування вигідних партій для своїх дітей. Георг Віктор цікавився наукою, діти поділяли його захоплення. Завдяки йому вони були обізнані в історії та культурі, багато читали. Зрештою, троє з них увійшли до правлячих європейських сімей. Олена встигла побачити весілля чотирьох старших доньок, перед тим як пішла з життя у жовтні 1888 року.
У віці 60 років Георг Віктор узяв другий шлюб із 33-річною принцесою Шлезвіг-Гольштейн-Зондербург-Глюксбурзькою Луїзою. Весілля відбулося в Луїзенлунді 29 квітня 1891. Наступного року народився єдиний син пари. Під час Першої світової брав участь у бойових діях у Вогезах та битві на Марні. Загинув у Західній Фландрії. Одружений не був, дітей не мав.
12 травня 1893 року князь помер від пневмонії у Маріанських Лазнях. Тіло перевезли з Богемії до Вальдек-Пірмонту і поховали на цвинтарі в Родені.

## Родина
Дружина — Олена Нассауська
Діти:

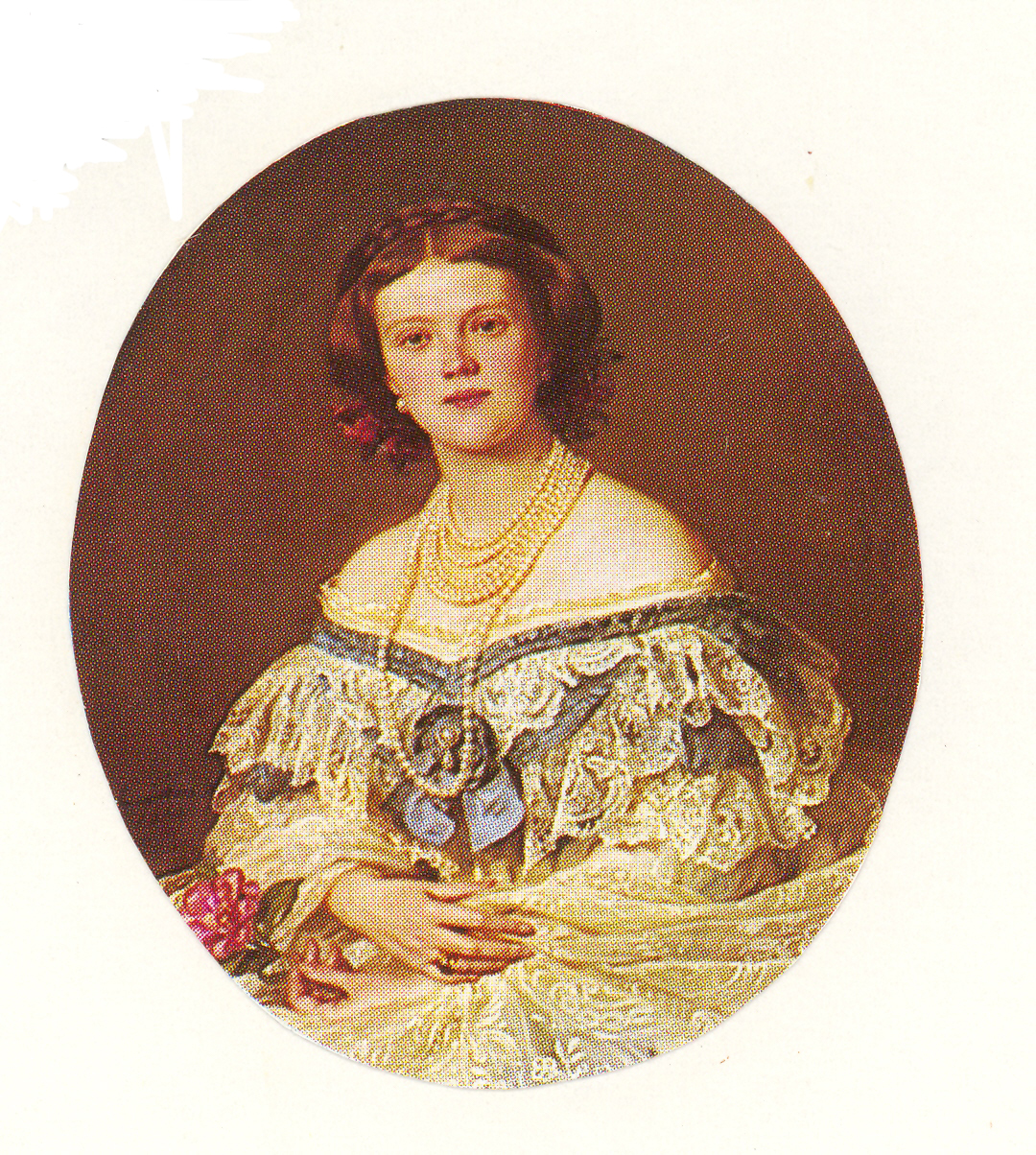
Портрет Олени Нассауської

- Софія Ніколіна (1854—1869) — прожила 15 років, померла від сухот;
- Пауліна (1855—1925) — дружина князя Алексіса цу Бентхайм унд Штайнфурт, мала восьмеро дітей;
- Марія (1857—1882) — дружина спадкоємного принца Вюртембергу Вільгельма, мала сина та доньку;
- Емма (1858—1934) — дружина короля Нідерландів Віллема III, у 1890—1898 роках — регентка Нідерландів, мала доньку;
- Олена (1861—1922) — дружина герцога Олбані Леопольда, мала сина та доньку;
- Фрідріх (1865—1946) — наступний князь Вальдек-Пірмонта у 1893—1918 роках, був одруженим із Батільдою цу Шаумбург-Ліппе, мав четверо дітей;
- Єлизавета (1873—1961) — дружина князя та графа Ербах-Шонберг Александра, мала четверо дітей.

Дружина — Луїза Шлезвіг-Гольштейн-Зондербург-Глюксбурзька
Діти:
- Вольрад (1892—1914) — німецький військовик, лейтенант гессенського полку драгун.

## Нагороди

### Шведсько-норвезька унія
- Орден Святого Олафа, великий хрест (5 вересня 1861)
- Орден Серафимів (8 жовтня 1872)

### Прусське королівство
- Орден Чорного орла (1 лютого 1868)
- Орден Червоного орла, великий хрест (1 лютого 1868)
- Королівський орден дому Гогенцоллернів, великий командорський хрест (5 грудня 1878)

### Велике герцогство Баденське
- Орден Вірності (Баден) (1872)
- Орден Церінгенського лева, великий хрест (1872)

### Інші країни
- Орден Заслуг герцога Петра-Фрідріха-Людвіга, великий хрест із золотою короною (Велике герцогство Ольденбурзьке; 12 серпня 1845)
- Орден Альберта Ведмедя, великий хрест (Асканії; 30 листопада 1948)
- Орден дому Саксен-Ернестіне, великий хрест (серпень 1852)
- Орден Людвіга (Гессен-Дармштадт), великий хрест (3 квітня 1853)
- Орден Золотого Лева Нассау (квітень 1859)
- Орден Вюртемберзької корони, великий хрест (1872)
- Орден Лазні, почесний великий хрест (Британська імперія; 1882)